# Rölli och den gyllene nyckeln
Rölli och den gyllene nyckeln (finska: Rölli ja kultainen avain) är en finsk äventyrs- och musikalfilm som hade premiär den 1 februari 2013. Filmen är den tredje om skogstrollet Rölli. Filmen skrevs och regisserades av Taavi Vartia.

## Handling
Rölliby ligger öde och övergiven efter att invånarna flyttat till Rölli City, ett bostadsområde som cirkusdirektören Direktören har låtit uppföra runt sin magnifika cirkus. Rölli har i ungdomens dagar själv begått ett misstag som ledde till att byn isolerades bakom lås och bom. Utan att inse följderna har han avslöjat Röllibys hemlighet för Direktören och nu är byn i stor fara.

## Rollista
- Allu Tuppurainen − Rölli
- Krista Kosonen − Riitasointu
- Mikko Leppilampi − Tirehtööri
- Jarkko Niemi − nuori Rölli
- Turkka Mastomäki − Kylänvanhin
- Iina Kuustonen − Sähinä
- Mikko Kuustonen − Solisti
- Ville Haapasalo − Seppä
- Linnea Röhr − Juurakko-tyttö
- Alina Tomnikov − Milli Menninkäinen
- Jari Kotilainen − Iso-Rölli
- Christian Ruotanen − Rölli lapsena

### Svenska röster
- Sixten Lundberg − Rölli[4]
- Linnéa Röhr − Ljungen
- Krista Kosonen − Sånglärarinnan
- Carl-Kristian Rundman − Direktören

## Produktion
Filmen producerades av Marko Röhr från produktionsbolaget MRP Matila Röhr Productions. Samma företag har även producerat tidigare Rölli-filmer. Filmprojektet fick 700 000 euro från Finlands filmstiftelse i produktionsstöd. Dessutom har Nordiska film- och tv-fonden, Yle, Åbo regionala utvecklingscentrum (Västra Finlands filmkommission) och PowerPark, där filmen också har filmats, gett ekonomiskt stöd. Rollicity spelades in på Runsala och Kakolabacken i Åbo, och kulisserna finns kvar.
Filmen tjänade in 2 135 000 på en finsk-brittisk-rysk budget.

## Mottagande
Iltalehtis Tuomas Riskala gillade filmen och sa att det var den bästa långfilmen med Rölli-tema i sitt trestjärniga betyg. Leena Virtanen från Helsingin Sanomat gav också filmen tre stjärnor, men hon kritiserade Pessi Levantos disneyliknande filmmusik för att förstöra atmosfären i filmen. Han uppmärksammade också kopplingen mellan filmens cirkusscener och Charles Chaplins Cirkus. Taneli Topelius från Ilta-Sanomat gillade Allu Tuppurainen som en gammal Rölli, men kritiserade de andra rollfigurerna för att se ut som "skissfigurer". Han gav filmen två stjärnor. I Voima kritiserade Atlas Saarikoski filmen för att vara konservativ och förankrad i traditionella könsroller.
Filmen sågs av fler än 200 000 personer.